# Children of Bodom
Children of Bodom је финска метал-група из градића Еспо. Жанр којем припадају није јасно одређен, али се њихова музика описује као мешавина мелодичног дет метала са елементима пауер метала и симфонијског метала. Име групе је инспирисано убиствима на језеру Бодом.
Стихови њихових песма су написани на енглеском језику и често се баве темама смрти, личним борбама, ратом и убиствима на језеру Бодом.

## Историја групе

### 1993-1997
Групу су основали 1993. гитариста и певач Алекси Лајхо и бубњар Јаска Ратикајнен под првобитним називо Инертед (енгл. IneartheD). Њих двојица су се познавали још од детињства и обојица су се интересовала за хеви метал, а посебно за дет метал групе, као што су Стоун, Ентомбед и Обитуари. Басиста Самули Митинен је комплетирао почетну поставу групе. Инертед је током августа исте године снимио свој први демо „Implosion of Heaven“.
Миетинен је био главни писац текстова за две године у којима је био члан Инертеда, али се његова породица преселила у Сједињене Државе 1995, па није могао да остане у групи. Његови последњи доприноси Инертеду су били текстови за песме за њихов други демо „Ubiquitous Absence of Remission“. У овом снимку су први пут укључене клавијатуре. Да би постигли ово, и Алекси и Јаска су посебно свирали клавијатуре, а касније су миксовали снимак са осталим инструментима. Алекси, који је претходно само компоновао музику за песме, је преузео улогу писца песама за групу.
У то време, Јаска је свирао хорну у локалном оркестру и током проби је упознао Александра Куопалу, трубача и такође вештог гитаристу. Отуда, убрзо након што су снимали свој други демо, Александар је био позван да се прикључи Инертеду као ритам гитариста.
Басиста који је изабран да замени Самулија је био Хенка Сепала, кога су Алекси и Јаска познавали из школе. Поред свирања на бас гитари, Хенка је често био пратећи вокал у групи. Такође, група је ангажовала музичара који би свирао на клавијатурама, чије је име било Јани Пирисјоки. Обојица су постала чланови групе почетком 1996.
Са новом поставом, Инертед је кренуо да сними свој трећи демо „Shining“. Овај демо није импресирао издавачке куће ништа више од претходних и нико се није заинтересовао за групу. Упркос њиховим напорима, њихова музика је добила мало пажње и успевали су да свирају само на локалним дешавањима. Као последње решење, група је одлучила да сними самосталан албум који би сами финансирали.
Алекси је желео да се клавијатуре користе интезивније, али Пирисјоки није долазио на пробе, па је замењен Јаскиним пријатељем, пијанистом Јанеом Вирманом.
Јане је био компонента која је недостајала Инертеду. Његово присуство је омогућило да група присвоји стил који ће касније карактерисати Чилдрен оф Бодом. Са њим је група снимила свој први албум 1997. Дебитантски албум Something Wild је требало да изда мали белгијски издавач, али је други певач Сами Тенец (из Серпента) од Александра добио копију албума. Шеф Спајнфарма Рекордса понудио групи издање по целој држави. Друга понуда је била привлачнија за групу пошто белгијски издавач није нудио помоћ приликом продаје албума.
Од групе је затражено да промени име да би потписла уговор са Спајнфарм Рекордсом, пошто је уговор са белгијским издавачем већ био потписан под именом Инертед. Решење за тај проблем је нађен када су чланови групе потражили привалчна имена у локалном именику. Када су наишли на језеро Бодом, схватили су да је то име које привлачи пажњу и да је свако био заинтересован за причу која постоји око њега. Направљен је дугачак списак потенцијалних имена који су укључивали реч Бодом и изабрали су Чилдрен оф Бодом.

### 1997-1998
Са намером да промовишу свој надолазећи албум „Something Wild“, група је отворила један од концерата Диму Боргира крајем 1997. Успех је био толики да је представник издавача Нуклеар Бласт понудио уговор за европско издање. Албум је званично објављен новембра 1997, а за промотивне сврхе група је снимила спот за песму Deadnight Warrior“. Спот је режирао Мика Линдберг и имао је буџет од 1000 евра. У споту је коришћена једноствана сценографија, коју су у основи чинили отворене површине након мећаве. Група је свирала неколико сати ноћу, на температури чија је просечна вредност била -15°C.
Иако је Алекси био критички настројен према целој музици коју је написао, нагласио је да му се албум „Something Wild најмање свиђа од свих његових албума. Када је снимао овај албум, Алекси је покушавао да опонаша стил свог идола Ингвеа Малмстена, што је разлог зашто се Something Wild“ сматра једним од техничких најбољих албума које је снимио Чилдрен оф Бодом.
Прва европска турнеја Чидрен оф Бодом је почела фебруара 1998. Свирали су заједно са групапа попут Хипокраси, Ковенант и Агатодејмон, али без Јанеа, који се посветио завршетку својих студија. Њега је на тој турнеји замењивао пијаниста Ерна Сикавирта.
Неколико месеци касније, група је снимила две нове песме, „Towards Dead End“ и „Children of Bodom“. Потоња је била укључена у компилацију Спајнфарм Рекордса, која је након свог објављивања остала осам узастопних недеља на врху финских топ-листа. Крајем августа, група је први пут уживо свирала песму „Forevermore“ током концерта у Русији, Касније је име песме промењено у „Downfall“.
Њихова друга европска турнеја се одиграла у септембру исте године, али Јане опет није наступао са њима. Тадашња Алексијева девојка Кимберли Гос (из Синерџија, а претходно је свирала у Диму Боргиру, Ансијету и Териону) је овај пут преузела клавијатире. До краја те турнеје, Кимберли је позвала Алексија да се придружи Синерџију, који је у то време још био у својим раним фазама.

### 1998-2002
Њихов други албум „Hatebreeder“ је снимљен крајем 1998. и почетком 1999. Првобитни назив албума је био „Towards Dead End“, али још док су били у студију чланови групе су се одлучили за садашње име. Како би појачали ишчекивање за нови албум у Финској, група је издала сингл „Downfall“ две недеље пре албума. Њега је пратио нови музички спот, који је опет режирао Мика Линдберг. „Hatebreeder“ се на крају попео на врхове топ-листа у многим европским државама.
У јулу 1999. успеси сингла „Downfall“ и албума „Hatebreeder“ су омогућили Children of Bodom да закаже три концерта у Јапану, заједно са Синерџијем и Ин флејмсом. Албум „Tokyo Warhearts“ је снимљен током два од ова три концерта.
За свој следећи албума, група је одлучила да користи студио Абис Петера Тагтгрена у Шведској, уместо студија Астиа Ансија Кипа, у ком су снимили све претходне снимке, укључујући демо-снимке као Инертед. Група је написала осам нових песама за овај албум, и док су још били у студију одлучили су зе да укључе додатну песму, која је Алекси написао и компоновао на брзину; та песма је на крају добила име „Kissing the Shadows“. Група је дала албуму име „Follow the Reaper“, а снимања су се одвијала током августа и септембра 2000. Албум је издат почетком 2001. Спот за песму „Everytime I Die“ је режирао Тука Темонен.

### 2002-2005
Чланови Children of Bodom су фебруара 2002. почели да пишу песме за следећи албум „Hate Crew Deathroll“. Снимање је обављено у августу, а албум је објављен у Финској јануара 2003. Албум се нашао укупно три недеље налазио на врху финских топ-листа и на крају је постао први албум групе.
На финским Метал музичким наградама 3. јануара 2003, на гласању отвореном за све слушаоце метал музике, Чилдрен оф Бодом је изабран за финску групу године. 
Прва светска турнеја Children of Bodom је почела 2003. и трајала је до краја 2004. Многи концерти на турнеји су били распродани и група је постигла успех у и Северној Америци, али је Александер одлучио да из приватних разлога напустио групу током турнеје. Алекси је позвао гитаристу Грифина Каја Нергарда да замени Александера, али он није прихватио понуду. Зато је Алексијев колега из Синерџија Рупе Латвала преузео улогу гитаристе као повремени члан групе док се не нађе трајније решење. Ова постава је први пут представљена у Москви 16. августа.
Након успешно окончане светско турнеје са Латвалом - који је прихватио да буде стални члан групе - Чилдрен оф Бодом је снимио и објавио албум Trashed, Lost & Strungout и сингл „In Your Face“, који је укључивао песме са следећег албума, као и обраду песме Бритни Спирс „Oops!... I Did It Again“. Крајем 2005. је објављен албум Are You Dead Yet?, а стил песама је био другачији од песама са претходних албума. Простији и тежи гитарски рифови су уграђени у звук Children of Bodom, као и елементи индустријске музике. Реакције обожавалаца на овај албум су биле различите, али је албум остао највећи комерцијални успеј групе. У Финској је постигао златни тираж и стигао на прво место финских листа. Следеће што је група објавила је била DVD сингл за песму „In Your Face“, који је укључиовао спот, снимке из гардеробе и извођење уживо песме Sixpounder на фестивалу Вакен Опен Ер 2004.

### 2005-данас
Група је објавила концертни DVD албум „Chaos Ridden Years - Stockholm Knockout Live“ 5. децембра 2006. На идску се налазе снимци са концерта одржаног 3. фебруара 2006. у Стокхолму, са око 90 минута материјала снимљеног уживо. DVD садржи и интервјуе са члановима групе о историји групе, и снимке групе на турнеји. Такође садржи и сваки званични спот који је Children of Bodom икада издао, осим промотивног спота „Needled 24/7“.
Јуна 2006. група је кренула на своју највећу турнеју, уз Слејер, Лемб ов Гад, Мастодон, Ин флејмс и Тин ејес блид. Групе су биле на турнеји по Сједињеним Државама током јуна и јула и по Европи током октобра и новембра.
Лајхо је 31. јануара 2007. пао док се куглао и јако ударио о зид, сломивши лево раме. Повреда га је спречила да свира на гитари 6 недеља. Због ове несреће, Children of Bodom је био приморан да откаже прве турнеје у 2007, као и фестивале на којима су били главни гости.
Од октобра до децембра 2007. група је снимила 7. студијски албум „Blooddrunk“, а 15. април 2008. је одабран као датум објављивања.

## Дискографија
Студијски албуми
- (1997)
- (1999)
- (2000)
- (2003)
- (2005)
- (2008)
- Relentless Reckless Forever (2011)
- (2013)
- (2015)
- (2019)